# Děvčátko Momo a ukradený čas
Děvčátko Momo a ukradený čas je kniha pro děti a mládež německého autora Michaela Endeho, který se jinak proslavil zejména díky románu Nekonečný příběh. Kniha byla vydána v roce 1973 s originálním německým názvem Momo. Die seltsame Geschichte von den Zeit-Dieben und von dem Kind, das den Menschen die gestohlene Zeit zurückbrachte. V českém jazyce bylo dílo vydané v roce 1979 nakladatelstvím Albatros a přeloženo Miladou Misárkovou.
Jedná se o pohádkový fantasy příběh, který je psán ve třetí osobě a ve kterém se frekventovaně objevují poetické či obrazné výrazy, které působí na čtenáře magickým dojmem. Autor zde zdůrazňuje důležitost času a snaží se poukázat na důležitost přátelství a mezilidských vztahů formou morálního ponaučení. Hlavní postavou příběhu je mladá dívka Momo, která má speciální schopnost rozumět lidem.

## Děj
Děj se odehrává v malém městě, které autor záměrně nespecifikoval, aby dal čtenáři určitou svobodu představivosti, zároveň je ale navzdory magické povaze příběhu popsáno jako zcela běžné město. Z počátku žijí všichni normální život, který se nijak zásadně neliší od reálného světa. Jednoho dne se však lidé začali chovat jinak, začali velmi spěchat a ztrácet čas. Momo se rozhodla, že tuto záhadu rozluští a vydala se hledat její příčinu. Na jejích dobrodružstvích ji vždy doprovází její věrný pes Kassiopeia.
Časem objevila ve stínech žijící temnou bytost jménem Hora, který kradl čas od lidí, aby sám nabýval na moci. Díky svým kladným vlastnostem ho ale nakonec odvážná a neústupná Momo dokázala porazit, a vrátila tak lidem zpět jejich odcizený čas. Od té doby žili lidé opět šťastně jako dřív a mohli plně využívat svůj čas na věci, které jim přinášeli opravdovou radost.

## Přijetí díla
Stejně jako ostatní díla od Michaela Endeho, i toto se těší celosvětově velmi kladným recenzím. Hned v první německé recenzi již v roce 1973 napsal Gustav René Hocke, že se jedná o neortodoxní pohádkový román pro děti i dospělé. V roce 1974 vyhrála kniha Německou knižní cenu pro mládež, o čemž rozhodl verdikt poroty skládající se z literárních kritiků. Velmi kladně knihu hodnotili ale i jiní, převážně němečtí, kritici, kteří knihu považují za jedno z nejkrásnějších a nejdůležitějších děl dané doby.
 Později knihu kladně okomentovala také rakouská kritička Leanne Hall, která ji považuje za nositelku poselství pro moderní uspěchanou dobu. Podle Mileny Šubrtové při tvorbě hlavní postavy autor využil oblíbeného fenoménu outsiderství – hrdinka žije doslova na kraji města, v rozpadajícím se amfiteátru, tuto nevýhodu však vyvažuje schopností naslouchat, inspirovat a přetvářet svou obrazotvorností realitu. Svou pozicí sirotka odpovídá tradici dětských hrdinů ve stylu Pipi Dlouhé punčochy.
Tamara Heřmanová označila román za velmi úspěšný a za základní dílo moderní dětské literatury. Podle ní jde o „románové zpracování pohádky“ a současně knihu o dětech pro děti a knihu o dospělých pro dospělé. První české vydání ilustrovala Květa Pacovská. Podle Františka Holešovského dostala měla u tohoto románu možnost rozvinout svůj „nezevšednělý výraz, v němž smysl pro dekor splývá s absurdní kvalitou humoru a s logikou nonsensových situací.“